# إيدفالد بواسون هاغن
إيدفالد بواسون هاغن (بالنرويجية: Edvald Boasson Hagen)‏ مواليد 17 مايو 1987 في النرويج، هو دراج نرويجي في صنف سباق الدراجات على الطريق بدأ مسيرته الاحترافية عام 2008. في 31 غشت 2009، كان مصنفا في المرتبة 3 في تصنيف المدار العالمي للاتحاد الدولي للدراجات.

## الفرق
- ماكسبو بيانكي (2006-2007)
- هاي رود (2008-2009)
- سكاي (منذ 2010)

### السباقات

#### الطوافات الكبرى
| المسابقة          | الفريق  | ترتيب عام | عدد المراحل المربوحة | إنجازات أخرى |
| ----------------- | ------- | --------- | -------------------- | ------------ |
| طواف فرنسا 2011   | سكاي    | 6         | 2                    |              |
| طواف إيطاليا 2009 | هاي رود | 6         | 1                    |              |
| طواف إسبانيا 2013 | سكاي    | 8         |                      |              |

#### طوافات أخرى
| المسابقة                   | ترتيب عام |
| -------------------------- | --------- |
| طواف إينيكو (2009 و 2011)  | 1         |
| طواف النرويج (2012 و 2013) | 1         |

### المسابقات الدولية

#### بطولة العالم
| المسابقة                                | الفريق  | ترتيب عام |
| --------------------------------------- | ------- | --------- |
| دورة 2012 - سباق الطريق المداري         | النرويج | 2         |
| دورة 2013 - سباق الطريق ضد الساعة للفرق | سكاي    | 3         |

## التصنيف
| السنة     | 2008 | 2009 | 2010 | 2011 | 2012 | 2013 | 2014 | 2015 | 2016 | 2017 | 2018 | 2019 | 2020 | 2021 | 2022 | 2023 |
| --------- | ---- | ---- | ---- | ---- | ---- | ---- | ---- | ---- | ---- | ---- | ---- | ---- | ---- | ---- | ---- | ---- |
| بروتور    | 96   |      |      |      |      |      |      |      |      |      |      |      |      |      |      |      |
| العالم    |      | 6    | 17   |      |      |      |      |      |      |      |      |      |      |      |      |      |
| العالم    |      |      |      | 11   | 11   | 88   | 202  |      | 69   | 74   | 76   |      |      |      |      |      |
| عالمي     |      |      |      |      |      |      |      |      | 28   | 45   | 82   | 209  | 364  | 889  | 249  | 389  |
| أوروبا    |      |      |      |      |      |      |      | 4    | 59   | 14   | 106  | 175  | 298  | 679  | 202  | -    |
| آسيا      |      |      |      |      |      |      |      | 358  | 4    | -    | -    |      |      |      |      |      |
| أمريكا    |      |      |      |      |      |      |      | 421  | -    | -    | -    |      |      |      |      |      |
|           |      |      |      |      |      |      |      |      |      |      |      |      |      |      |      |      |
| مصدر: UCI |      |      |      |      |      |      |      |      |      |      |      |      |      |      |      |      |

## سباقات أو مراحل فاز بها
| التاريخ        | السباق                                                    | المركز                                                                   |
| -------------- | --------------------------------------------------------- | ------------------------------------------------------------------------ |
| 09 أغسطس 2006  | طواف أين 2006                                             | الثالث في تصنيف أفضل شاب                                                 |
| 01 يناير 2007  | 2007 Istrian Spring Trophy                                |                                                                          |
| 03 يونيو 2007  | رينجيريك جراند بريكس 2007                                 | الأول في التصنيف العام                                                   |
| 17 أبريل 2008  | جائزة دينين الكبرى 2008                                   | الأول في التصنيف العام                                                   |
| 27 يونيو 2008  | 2008 Norway National Road Cycling Championships - Men ITT |                                                                          |
| 27 أغسطس 2008  | طواف إينكو 2008                                           | الثالث في تصنيف النقاط                                                   |
| 01 يناير 2009  | تروفيو كالفيا 2009                                        |                                                                          |
| 01 يناير 2009  | 2009 Trofeo Inca                                          |                                                                          |
| 01 يناير 2009  | طواف بريطانيا 2009                                        |                                                                          |
| 07 مارس 2009   | مونت باشي ستراد بينك 2009                                 | الرابع في التصنيف العام                                                  |
| 08 أبريل 2009  | غنت-وفلجم 2009                                            | الأول في التصنيف العام                                                   |
| 25 أغسطس 2009  | طواف إينكو 2009                                           | الأول في التصنيف العام، الأول في تصنيف النقاط                            |
| 01 يناير 2010  | 2010 Chrono des Nations                                   |                                                                          |
| 01 يناير 2010  | Dutch Food Valley Classic 2010                            |                                                                          |
| 19 فبراير 2010 | طواف عمان 2010                                            |                                                                          |
| 15 أغسطس 2010  | طواف فاتينفول 2010                                        |                                                                          |
| 24 أغسطس 2010  | طواف إينكو 2010                                           | الأول في تصنيف النقاط، الثاني في تصنيف أفضل شاب، الثالث في التصنيف العام |
| 20 فبراير 2011 | طواف عمان 2011                                            |                                                                          |
| 14 أغسطس 2011  | طواف إينكو 2011                                           | الأول في التصنيف العام، الأول في تصنيف أفضل شاب، الأول في تصنيف النقاط   |
| 21 أغسطس 2011  | طواف فاتينفول 2011                                        | الأول في التصنيف العام                                                   |
| 01 يناير 2012  | سباق الطريق في بطولة العالم 2012                          |                                                                          |
| 22 يناير 2012  | داون أندر 2012                                            | الأول في تصنيف النقاط، الثاني في تصنيف أفضل شاب، السابع في التصنيف العام |
| 19 فبراير 2012 | فولتا الغارف 2012                                         | الأول في تصنيف النقاط                                                    |
| 20 مايو 2012   | طواف النرويج 2012                                         | الأول في التصنيف العام، الأول في تصنيف أفضل شاب، الأول في تصنيف النقاط   |
| 26 أغسطس 2012  | جي بي واست-فرنسا 2012                                     | الأول في التصنيف العام                                                   |
| 13 أكتوبر 2012 | طواف بكين 2012                                            | الأول في تصنيف النقاط، الثالث في التصنيف العام                           |
| 19 مايو 2013   | طواف النرويج 2013                                         | الأول في التصنيف العام، الأول في تصنيف النقاط                            |
| 01 يناير 2014  | تروفيو سيرا دي ترامونتانا 2014                            |                                                                          |
| 19 أكتوبر 2014 | كأس اليابان للدراجات 2014                                 |                                                                          |
| 21 فبراير 2016 | طواف عمان 2016                                            | الأول في تصنيف النقاط، السادس في التصنيف العام                           |
| 12 يونيو 2016  | كريثيديا دو دوفين 2016                                    |                                                                          |
| 23 يونيو 2016  | بطولة النرويج لسباق الدراجات ضد الزمن للرجال 2016         |                                                                          |
| 26 يونيو 2016  | بطولة النرويج لسباق الدراجات على الطريق للرجال 2016       |                                                                          |
| 21 مايو 2017   | طواف النرويج 2017                                         | الأول في التصنيف العام، الأول في تصنيف النقاط، السابع في تصنيف الجبال    |
| 28 مايو 2017   | طواف ديف يغد 2017                                         | الأول في التصنيف العام، الأول في تصنيف النقاط                            |
| 26 يونيو 2022  | سباق الطريق للرجال في بطولة النرويج 2022                  |                                                                          |
| 22 يناير 2023  | غران برميو فالنسيا 2023                                   |                                                                          |

## روابط خارجية
- إيدفالد بواسون هاغن على موقع IMDb (الإنجليزية)

- إيدفالد بواسون هاغن على موقع الاتحاد الدولي للدراجات (الإنجليزية)
- إيدفالد بواسون هاغن على موقع أرشيف الدراجات (الإنجليزية)
- إيدفالد بواسون هاغن على موقع إحصائيات الدراجات الإحترافية (الإنجليزية)
- إيدفالد بواسون هاغن على موقع نسبة الدراجات (الإنجليزية)
- إيدفالد بواسون هاغن على موقع CycleBase (الإنجليزية)
- إيدفالد بواسون هاغن على موقع اللجنة الأولمبية الدولية (الإنجليزية)
- إيدفالد بواسون هاغن على موقع أوليمبيديا (الإنجليزية)
- إيدفالد بواسون هاغن على موقع الاتحاد الدولي للدراجات (الإنجليزية)
- إيدفالد بواسون هاغن على موقع أرشيف الدراجات (الإنجليزية)
- إيدفالد بواسون هاغن على موقع إحصائيات الدراجات الإحترافية (الإنجليزية)
- إيدفالد بواسون هاغن على موقع نسبة الدراجات (الإنجليزية)
- إيدفالد بواسون هاغن على موقع CycleBase (الإنجليزية)
- إيدفالد بواسون هاغن على موقع اللجنة الأولمبية الدولية (الإنجليزية)
- إيدفالد بواسون هاغن على موقع أوليمبيديا (الإنجليزية)